# カルロス・モヤ
カルロス・モヤ・リョンパルト（Carlos Moyá Llompart、1976年8月27日 - ）は、スペイン・パルマ・デ・マヨルカ出身のプロテニス選手。
1998年全仏オープン男子シングルス優勝者である。ATPツアーでシングルス20勝を挙げた。ATPランキング自己最高位はシングルス1位、ダブルス108位。身長190cm、体重86kg。右利き、バックハンド・ストロークは両手打ち。非常に強力なストロークを武器にした。

## 選手経歴
1995年にプロ転向。1997年全豪オープン1回戦で大会前年優勝者のボリス・ベッカーを破る大波乱を演じ、勢いに乗って決勝まで勝ち進んだが、ピート・サンプラスに完敗して準優勝になる。当時20歳だったモヤはロック歌手を思わせる長髪とダイナミックなプレーで一躍大会の人気者になり、"ヨーロッパのアガシ"とまで呼ばれたという。
1998年全仏オープン決勝で、アレックス・コレチャとのスペイン対決を制して4大大会初優勝を達成。この年は全米オープンでもベスト4進出を果たしたが、準決勝でマーク・フィリプーシスに敗れる。
1999年3月15日付の世界ランキングで、スペイン選手として初の男子シングルス世界ランキング1位となる。大会前年優勝者として臨んだ1999年全仏オープンでは、4回戦で第13シードのアンドレ・アガシに敗れた。その後モヤの4大大会での活躍は少ないが、2004年度にはATPツアーのシングルスで3勝を挙げ、世界トップ10選手の座を維持した。またこの年はオリンピックのスペイン選手団の一員として2004年アテネ五輪に単複両部門で出場。後輩選手のラファエル・ナダルと組んで出場したダブルスは1回戦でアンドレ・サ/フラビオ・サレッタ組に敗れたが、第3シードで出場したシングルスでは同大会優勝者となるニコラス・マスーとの準々決勝まで進出した。デビスカップ決勝でも、アメリカ代表のマーディ・フィッシュとアンディ・ロディックを破りデビスカップスペイン代表の優勝に貢献した。
2010年に足の故障を理由に現役を引退した。私生活では2010年に女優のカロリナ・セレスエラとの間に女児が誕生。2011年7月に結婚している。
2016年はミロシュ・ラオニッチのコーチを務め、ラオニッチの世界ランキング3位への躍進に貢献した。2017年からラファエル・ナダルのコーチを務めている。

## プレースタイル
強力なストローク力、リターン力をいかしたストロークプレイヤーで、ストローカーとしてはサーブも強力であった。
スペインを代表するプレイヤーの一人。1993年全仏オープンと1994年全仏オープンで2連覇したセルジ・ブルゲラの後を受けて、1990年後半に、 1998年全仏オープン優勝、1997年全豪オープン準優勝、1998年全米オープンベスト4等と活躍。
スペインにはクレーコートが最も多いため、回転量の多いトップスピンでひたすらボールをつなげ続ける、守備的スタイルが主流であったが、モヤは、ヘビー・トップスピンはそのままに、より激しくボールを叩くことで、攻撃性を増したテニスを実現。クレーコートだけでなく「ハードコートでも通用するスペインテニス」に進化させたモヤの功績は大きい。

## ATPツアー決勝進出結果

### シングルス: 44回 (20勝24敗)
| 大会グレード                                  |
| グランドスラム (1-1)                          |
| テニス・マスターズ・カップ (0-1)              |
| ATPマスターズシリーズ (3-3)                   |
| ATPインターナショナルシリーズ・ゴールド (3-4) |
| ATPインターナショナルシリーズ (13–15)         |

| サーフェス別タイトル |
| ハード (4-12)        |
| クレー (16-12)       |
| 芝 (0-0)             |
| カーペット (0-0)     |

| 結果   | No. | 決勝日         | 大会                 | サーフェス    | 対戦相手                     | スコア                            |
| ------ | --- | -------------- | -------------------- | ------------- | ---------------------------- | --------------------------------- |
| 優勝   | 1.  | 1995年11月13日 | ブエノスアイレス     | クレー        | フェリックス・マンティーリャ | 6-0, 6-3                          |
| 準優勝 | 1.  | 1996年5月6日   | ミュンヘン           | クレー        | スラバ・ドセデル             | 4-6, 6-4, 3-6                     |
| 優勝   | 2.  | 1996年8月19日  | ウマグ               | クレー        | フェリックス・マンティーリャ | 6-0, 7-6(7-4)                     |
| 準優勝 | 2.  | 1996年9月16日  | ブカレスト           | クレー        | アルベルト・ベラサテギ       | 1-6, 6-7(5-7)                     |
| 準優勝 | 3.  | 1997年1月13日  | シドニー             | ハード        | ティム・ヘンマン             | 3-6, 1-6                          |
| 準優勝 | 4.  | 1997年1月27日  | 全豪オープン         | ハード        | ピート・サンプラス           | 2-6, 3-6, 3-6                     |
| 準優勝 | 5.  | 1997年8月4日   | アメルスフォールト   | クレー        | スラバ・ドセデル             | 6-7(4-7), 6-7(5-7), 7-6(7-4), 2-6 |
| 準優勝 | 6.  | 1997年8月18日  | インディアナポリス   | ハード        | ヨナス・ビョルクマン         | 3-6, 6-7(3-7)                     |
| 優勝   | 3.  | 1997年8月25日  | ロングアイランド     | ハード        | パトリック・ラフター         | 6-4, 7-6(7-1)                     |
| 準優勝 | 7.  | 1997年9月15日  | ボーンマス           | クレー        | フェリックス・マンティーリャ | 2-6, 2-6                          |
| 優勝   | 4.  | 1998年5月27日  | モンテカルロ         | クレー        | セドリック・ピオリーン       | 6-3, 6-0, 7-5                     |
| 優勝   | 5.  | 1998年6月8日   | 全仏オープン         | クレー        | アレックス・コレチャ         | 6-3, 7-5, 6-3                     |
| 準優勝 | 8.  | 1998年10月5日  | マヨルカ             | クレー        | グスタボ・クエルテン         | 7-6(7-5), 2-6, 3-6                |
| 準優勝 | 9.  | 1998年11月30日 | ハノーファー         | ハード        | アレックス・コレチャ         | 6-3, 6-3, 5-7, 3-6, 5-7           |
| 準優勝 | 10. | 1999年3月8日   | インディアンウェルズ | ハード        | マーク・フィリプーシス       | 7-5, 4-6, 4-6, 6-4, 2-6           |
| 優勝   | 6.  | 2000年4月17日  | エストリル           | クレー        | フランシスコ・クラベット     | 6-3, 6-2                          |
| 準優勝 | 11. | 2000年10月23日 | トゥールーズ         | ハード (室内) | アレックス・コレチャ         | 3-6, 2-6                          |
| 準優勝 | 12. | 2001年4月30日  | バルセロナ           | クレー        | フアン・カルロス・フェレーロ | 6-4, 5-7, 6-3, 3-6, 5-7           |
| 優勝   | 7.  | 2001年7月23日  | ウマグ               | クレー        | ジェローム・ゴルマール       | 6-4, 3-6, 7-6(7-2)                |
| 優勝   | 8.  | 2002年3月4日   | アカプルコ           | クレー        | フェルナンド・メリジェニ     | 7-6(7-4), 7-6(7-4)                |
| 準優勝 | 13. | 2002年4月22日  | モンテカルロ         | クレー        | フアン・カルロス・フェレーロ | 5-7, 3-6, 4-6                     |
| 優勝   | 9.  | 2002年7月15日  | ボースタード         | クレー        | ユーネス・エル・アイナウイ   | 6-3, 2-6, 7-5                     |
| 優勝   | 10. | 2002年7月22日  | ウマグ               | クレー        | ダビド・フェレール           | 6-2, 6-3                          |
| 優勝   | 11. | 2002年8月12日  | シンシナティ         | ハード        | レイトン・ヒューイット       | 7-5, 7-6(7-5)                     |
| 準優勝 | 14. | 2002年9月30日  | 香港                 | ハード        | フアン・カルロス・フェレーロ | 3-6, 6-1, 6-7(4-7)                |
| 優勝   | 12. | 2003年2月17日  | ブエノスアイレス     | クレー        | ギリェルモ・コリア           | 6-3, 4-6, 6-4                     |
| 準優勝 | 15. | 2003年3月31日  | マイアミ             | ハード        | アンドレ・アガシ             | 3-6, 3-6                          |
| 優勝   | 13. | 2003年4月21日  | バルセロナ           | クレー        | マラト・サフィン             | 5-7, 6-2, 6-2, 3-0 途中棄権       |
| 優勝   | 14. | 2003年7月21日  | ウマグ               | クレー        | フィリッポ・ボランドリ       | 6-4, 3-6, 7-5                     |
| 準優勝 | 16. | 2003年10月13日 | ウィーン             | ハード (室内) | ロジャー・フェデラー         | 3-6, 3-6, 3-6                     |
| 優勝   | 15. | 2004年1月5日   | チェンナイ           | ハード        | パラドーン・スリチャパン     | 6-4, 3-6, 7-6(7-5)                |
| 準優勝 | 17. | 2004年1月19日  | シドニー             | ハード        | レイトン・ヒューイット       | 3-4 途中棄権                      |
| 優勝   | 16. | 2004年5月1日   | アカプルコ           | クレー        | フェルナンド・ベルダスコ     | 6-3, 6-0                          |
| 優勝   | 17. | 2004年5月3日   | ローマ               | クレー        | ダビド・ナルバンディアン     | 6-3, 6-3, 6-1                     |
| 準優勝 | 18. | 2004年2月16日  | ブエノスアイレス     | クレー        | ギリェルモ・コリア           | 4-6, 1-6                          |
| 優勝   | 18. | 2005年1月3日   | チェンナイ           | ハード        | パラドーン・スリチャパン     | 3-6, 6-4, 7-6(7-5)                |
| 準優勝 | 19. | 2005年8月1日   | ウマグ               | クレー        | ギリェルモ・コリア           | 2-6, 6-4, 2-6                     |
| 準優勝 | 20. | 2006年1月9日   | チェンナイ           | ハード        | イワン・リュビチッチ         | 6-7(6-8), 2-6                     |
| 優勝   | 19. | 2006年2月13日  | ブエノスアイレス     | クレー        | フィリッポ・ボランドリ       | 7-6(8-6), 6-4                     |
| 準優勝 | 21. | 2007年1月15日  | シドニー             | ハード        | ジェームズ・ブレーク         | 3-6, 7-5, 1-6                     |
| 準優勝 | 22. | 2007年3月5日   | アカプルコ           | クレー        | フアン・イグナシオ・チェラ   | 3-6, 6-7(2-7)                     |
| 優勝   | 20. | 2007年7月29日  | ウマグ               | クレー        | アンドレイ・パベル           | 6-4, 6-2                          |
| 準優勝 | 23. | 2008年2月17日  | コスタ・ド・サイペ   | クレー        | ニコラス・アルマグロ         | 6-7(4-7), 6-3, 5-7                |
| 準優勝 | 24. | 2008年9月14日  | ブカレスト           | クレー        | ジル・シモン                 | 3-6, 4-6                          |

## 4大大会優勝
- 全仏オープン：1勝（1998年）

（全豪オープン準優勝：1997年）
| 年     | 大会         | 対戦相手             | 試合結果      |
| ------ | ------------ | -------------------- | ------------- |
| 1998年 | 全仏オープン | アレックス・コレチャ | 6-3, 7-5, 6-3 |

## 4大大会シングルス成績
略語の説明
| W | F | SF | QF | #R | RR | Q# | LQ | A | Z# | PO | G | S | B | NMS | P | NH |

W=優勝, F=準優勝, SF=ベスト4, QF=ベスト8, #R=#回戦敗退, RR=ラウンドロビン敗退, Q#=予選#回戦敗退, LQ=予選敗退, A=大会不参加, Z#=デビスカップ/BJKカップ地域ゾーン, PO=デビスカップ/BJKカッププレーオフ, G=オリンピック金メダル, S=オリンピック銀メダル, B=オリンピック銅メダル, NMS=マスターズシリーズから降格, P=開催延期, NH=開催なし.
| 大会           | 1996 | 1997 | 1998 | 1999 | 2000 | 2001 | 2002 | 2003 | 2004 | 2005 | 2006 | 2007 | 2008 | 2009 | 2010 | 通算成績 |
| -------------- | ---- | ---- | ---- | ---- | ---- | ---- | ---- | ---- | ---- | ---- | ---- | ---- | ---- | ---- | ---- | -------- |
| 全豪オープン   | 1R   | F    | 2R   | 1R   | A    | QF   | 2R   | 2R   | A    | 1R   | 1R   | 1R   | 1R   | 1R   | 1R   | 13–13    |
| 全仏オープン   | 2R   | 2R   | W    | 4R   | 1R   | 2R   | 3R   | QF   | QF   | 4R   | 3R   | QF   | 1R   | A    | A    | 32–12    |
| ウィンブルドン | 1R   | 2R   | 2R   | 2R   | 1R   | 2R   | A    | A    | 4R   | A    | A    | 1R   | A    | A    | A    | 7–8      |
| 全米オープン   | 2R   | 1R   | SF   | 2R   | 4R   | 3R   | 2R   | 4R   | 3R   | 2R   | 3R   | QF   | 2R   | A    | A    | 26–13    |